# Salacia castaneifolia
Salacia castaneifolia är en benvedsväxtart som beskrevs av Henry Nicholas Ridley. Salacia castaneifolia ingår i släktet Salacia och familjen Celastraceae. Inga underarter finns listade.